# Karen Rocha (futebolista)
Karen de Freitas Lang Rocha (Curitiba, 17 de fevereiro de 1985) é uma jogadora de futebol brasileira.

## Biografia e carreira
Rocha é natural de Curitiba, no Paraná. Ela começou jogar futebol com cinco anos. Com quinze anos, decidiu iniciar profissionalmente no esporte. Em 2002, ela teve a oportunidade de fazer um teste no Santos, onde ficou por três anos.
Depois disputou o mundial sub-dezenove pela Seleção Brasileira, em 2006 foi para a seleção principal. A atleta foi medalha de prata nos Jogos Pan-Americanos de 2011, realizados em Guadalajara, no México.
Em 2022, a zagueira foi campeã do Campeonato Brasileiro - Série A2 jogando pelo Ceará.
Rocha tem passagens por diversos clubes, bem como Ceará, Santos, Vasco da Gama, Duque de Caxias, São José, Rio Preto, entre outros.

## Principais conquistas
Jogos Pan-Americanos
- Prata – 2011

Campeonato Brasileiro - Série A2
- Campeã – 2022